# Lemolemus modestus
Lemolemus modestus is een insect uit de familie van de mierenleeuwen (Myrmeleontidae), die tot de orde netvleugeligen (Neuroptera) behoort. 
Lemolemus modestus is voor het eerst wetenschappelijk beschreven door Blanchard in Gay in 1851.